# Mausolée de Fakhr ad-Dîn ar-Râzî
Le mausolée de Fakhr ad-Dîn ar-Râzî est un édifice situé à quelques kilomètres du centre-ville d'Hérat, dans l'Ouest de l'Afghanistan et non loin des frontières de l'Iran et du Turkménistan. L'édifice, un mausolée daté du XIIIe siècle, a été entièrement rebâti au XVe siècle sous l'époque faste de l'empire timouride.
Il a fait l'objet d'une destruction quasi totale au cours de la guerre d'Afghanistan, du fait d'un bombardement soviétique, qui le laisse à l'état de ruines. Il a été reconstruit au tournant des années 2000 par les soins d'une organisation non-gouvernementale danoise. 

## Localisation
Le mausolée est situé au nord de la ville et de la citadelle d'Hérat, à proximité de la médersa d'Husayn Bayqara.

## Histoire
L'édifice a été édifié pour abriter la dépouille du théologien musulman sunnite de rite chaféite et philosophe Fakhr ad-Dîn ar-Râzî, né vers 1150 et mort vers 1210.
Babur (1483-1530), prince timouride et fondateur de l'Empire moghol, visite l'édifice en 1504.
Le mausolée est reconstruit au XVe siècle, siècle de la renaissance timouride, selon les règles artistiques en usage alors. 
Un bombardement effectué par les soviétiques au printemps 1985, lors de la guerre d'Afghanistan, n'en laisse que des ruines.
Le site est restauré par une organisation non-gouvernementale danoise, Dacaar, à partir de 1999 jusqu'en 2000, alors que la ville était sous le joug des Talibans. Les  Talibans qui sont à Hérat en 1995 quittent la ville en 2001 quand l'Alliance du Nord s'en empare.

## Architecture
Le mausolée est un édifice de style timouride.
L'entrée du mausolée comporte deux portiques munis d'une ogive. Les céramiques étaient un élément de décor comme souvent dans l'art timouride. Le mihrab comportait une inscription calligraphiée en céramique. Face à l'édifice se trouve un enclos funéraire avec des pierres tombales noires ou blanches dont certaines sont munies d'inscriptions.